# Anibontes
Anibontes Chamberlin, 1924 è un genere di ragni appartenente alla famiglia Linyphiidae.

## Distribuzione
Le due specie oggi note di questo genere sono state rinvenute negli Stati Uniti; nei pressi di New Orleans, in Louisiana.

## Tassonomia
Dal 1969 non sono stati esaminati esemplari di questo genere.
A dicembre 2012, si compone di due specie:
- Anibontes longipes Chamberlin & Ivie, 1944 — USA
- Anibontes mimus Chamberlin, 1924[4] — USA

### Sinonimi
- Anibontes dentichelis Chamberlin, 1925; esemplari trasferiti dal genere Bathyphantes Menge, 1866 e posti in sinonimia con A. mimus Chamberlin, 1924, a seguito di un lavoro dell'aracnologo Ivie del 1969[1].